# Fly to the Sky
I Fly to the Sky (플라이 투 더 스카이) sono un gruppo musicale R&B sudcoreano, formato da Brian Joo e Hwanhee.
Inizialmente lanciati come un duo in grado di cantare, fare rap e danzare, i primi lavori dei Fly to the Sky erano di genere bubblegum pop e techno. In seguito, il duo ha cambiato la propria immagine e il proprio stile, dopo la pubblicazione di Sea of Love nel 2002. Con gli album successivi, il gruppo ha confermato la propria nuova aderenza al genere R&B, al punto di essere classificati come il primo duo R&B coreano.
Nel 2007 il loro settimo album No Limitations ha raggiunto la vetta della classifica sudcoreana, diventando il loro primo disco al numero uno. Nel 2009 il sindaco di San Francisco Gavin Newsom ha onorato il gruppo Fly to the Sky, per aver promosso lo scambio culturale ed economico fra la Corea del sud e San Francisco, dichiarando il 27 luglio come il “Fly to the Sky Day.” Nel 2009, in occasione del decimo anno di carriera, il gruppo ha pubblicato l'album Decennium, che è arrivato nuovamente alla prima posizione della classifica degli album più venduti ed ha rappresentato il lavoro finale del duo, dato che in seguito Hwanhee e Brian Joo non hanno rinnovato il loro contratto, ed hanno intrapreso carriere da solisti.

## Discografia
- Day by Day (1999)
- The Promise (2001)
- Sea of Love (2002)
- Missing You (2003)
- Gravity (2004)
- Fly to the Sky Best Album - Eternity (compilation) (2005)
- Transition (2006)
- Transition repackage (compilation) (2006)
- No Limitations (2007)
- No Limitations repackage (2007)
- Fly to the Sky Remake Album - Recollection (2008)
- Decennium (2009)